# Gutskirche
Eine Gutskirche (Gutskapelle) oder Patronatskirche ist eine unter dem Kirchenpatronat des Gutsherrn stehende, oft in örtlicher Nähe zum Gutshof gelegene Dorfkirche.
Dem Patron oblag es, das Kirchengebäude zu erhalten, andererseits konnte er über bestimmte der Kirche zufließende Benefizien auch zu seinen Gunsten verfügen; er hatte das Privileg der namentlichen Erwähnung innerhalb des allgemeinen Kirchengebets sowie der Errichtung einer Patronatsloge oder Privatkapelle. Im Todesfall standen ihm ein besonderes Kirchengeläut zu sowie eine Familiengruft innerhalb der Gutskirche.
Bekannte Gutskirchen sind u. a.:
- Gutskapelle Bergen, Sachsen-Anhalt
- Gutskapelle St. Antonius, Nordrhein-Westfalen
- Gutskirche Gauern, Landkreis Greiz, Thüringen
- Dorfkirche Illmersdorf (Drebkau), Landkreis Spree-Neiße, Brandenburg
- Gutskirche Melkof, Melkof, Mecklenburg-Vorpommern
- Gutskapelle Niedergandern, Niedersachsen
- Gutskapelle Pöthen, Ruine in Sachsen-Anhalt
- Gutskapelle Reuden, Landkreis Oberspreewald-Lausitz, Brandenburg
- Gutskirche Saathain, Brandenburg
- Gutskirche Schönfeld, Landkreis Stendal, Sachsen-Anhalt
- Dorfkirche Schulzendorf, Landkreis Dahme-Spreewald, Brandenburg
- Gutskapelle Seedorf, Sachsen-Anhalt
- Gutskirche Vollenschier, Sachsen-Anhalt
- Gutskirche Welle, Stendal, Sachsen-Anhalt
- Gutskapelle Wedesbüttel, Niedersachsen